# Hungarian Football League 2013
La Hungarian Football League 2013 è l'8ª edizione del campionato di football americano di primo livello, organizzato dalla MAFSZ.

## Squadre partecipanti
| Club                | Città       | Stadio | Sponsor ufficiale | Risultato nella stagione 2012 |
| ------------------- | ----------- | ------ | ----------------- | ----------------------------- |
| Budapest Hurricanes | Budapest    |        |                   |                               |
| Budapest Wolves     | Budapest    |        |                   |                               |
| Győr Sharks         | Győr        |        |                   |                               |
| Nyíregyháza Tigers  | Nyíregyháza |        |                   |                               |
| Újbuda Rebels       | Budapest    |        |                   |                               |

## Stagione regolare

### Calendario

#### 1ª giornata
| Győr 7 settembre 2013, ore 15:00 | Győr Sharks | 41 – 27 referto | Nyíregyháza Tigers | Elektromos Sporttelep |

| Budapest 7 settembre 2013, ore 15:00 | Újbuda Rebels | 27 – 35 referto | Budapest Hurricanes | Duna Cipő Sporttelep |

#### 2ª giornata
| Nyíregyháza 14 settembre 2013, ore 15:00 | Nyíregyháza Tigers | 7 – 56 (0-20 0-14 7-14 0-8) referto | Budapest Hurricanes | Nyíregyházi Városi Stadion |

| Budapest 14 settembre 2013, ore 15:00 | Budapest Wolves | 55 – 39 (7-13 28-7 14-6 6-13) referto | Újbuda Rebels | Angyalföldi Sportközpont |

#### 3ª giornata
| Győr 21 settembre 2013, ore 15:00 | Győr Sharks | 20 – 21 (7-0 7-0 0-7 6-14) referto | Budapest Wolves | Elektromos Sporttelep |

#### 4ª giornata
| Budapest 28 settembre 2013, ore 15:00 | Budapest Hurricanes | 58 – 14 (7-0 17-7 21-0 13-7) referto | Győr Sharks | Építők Sporthostel |

| Nyíregyháza 28 settembre 2013, ore 15:00 | Nyíregyháza Tigers | 35 – 40 (7-7 0-20 14-0 14-13) referto | Újbuda Rebels |  |

#### 5ª giornata
| Budapest 6 ottobre 2013, ore 15:00 | Budapest Hurricanes | 46 – 37 referto | Budapest Wolves | Építők Sporthostel |

#### 6ª giornata
| Budapest 12 ottobre 2013, ore 15:00 | Újbuda Rebels | 18 – 57 (0-16 6-14 6-14 6-13) referto | Győr Sharks | Duna Cipő Sporttelep |

| Budapest 13 ottobre 2013, ore 15:00 | Budapest Wolves | 55 – 19 (21-12 27-0 0-0 7-7) referto | Nyíregyháza Tigers | Angyalföldi Sportközpont |

### Classifica
Le classifiche della regular season sono le seguenti:
- PCT = percentuale di vittorie, G = partite giocate, V = partite vinte,  P = partite perse, PF = punti fatti, PS = punti subiti

| Pos. | Squadra             | PCT   | G | V | N | P | PF  | PS  |
| ---- | ------------------- | ----- | - | - | - | - | --- | --- |
| 1    | Budapest Hurricanes | 1.000 | 4 | 4 | 0 | 0 | 195 | 85  |
| 2    | Budapest Wolves     | .750  | 4 | 3 | 0 | 1 | 168 | 124 |
| 3    | Győr Sharks         | .500  | 4 | 2 | 0 | 2 | 132 | 124 |
| 4    | Újbuda Rebels       | .250  | 4 | 1 | 0 | 3 | 124 | 182 |
| 5    | Nyíregyháza Tigers  | .000  | 4 | 0 | 0 | 4 | 88  | 192 |

## VIII Hungarian Bowl
| Budapest 26 ottobre 2013, ore 17:00 | Budapest Hurricanes | 28 – 24 (0-3 14-14 7-7 7-0) referto                                                                                        | Budapest Wolves | BVSC Stadion (5000 spett.) |
| Elek Q2 ( TD ) 97yd kickoff return ? Q2 ( pat ) Czirók Q2 ( TD ) 1yd pass from Bencsics ? Q2 ( pat ) Tokaji Q3 ( TD ) 1yd pass from Bencsics ? Q3 ( pat ) Bencsics Q4 ( TD ) 3yd run ? Q4 ( pat ) Marcatori Storcz Q1 ( FG ) 23yd Lenner Q2 ( TD ) 8yd run ? Q2 ( pat ) Lenner Q2 ( TD ) 1yd run ? Q2 ( pat ) Lenner Q3 ( TD ) 29yd run ? Q3 ( pat ) |                     | |                 |                            |
| |                     | |                 |                            |
| Elek Q2 (TD) 97yd kickoff return ? Q2 (pat) Czirók Q2 (TD) 1yd pass from Bencsics ? Q2 (pat) Tokaji Q3 (TD) 1yd pass from Bencsics ? Q3 (pat) Bencsics Q4 (TD) 3yd run ? Q4 (pat) | Marcatori           | Storcz Q1 (FG) 23yd Lenner Q2 (TD) 8yd run ? Q2 (pat) Lenner Q2 (TD) 1yd run ? Q2 (pat) Lenner Q3 (TD) 29yd run ? Q3 (pat) |                 |                            |

## Verdetti
- Budapest Hurricanes Campioni dell'Ungheria 2013